# نیکلای گئورگیان
نیکلای (نرایر) گئورگیان (ارمنی: Նիկոլայ (Նորայր) Գևորգյան؛  ۱ اکتبر ۱۹۲۴ – ۳۰ اوت ۲۰۱۱) یک بازیگر اهل ارمنستان بود. 

## زندگی‌نامه
وی در ۱ اکتبر ۱۹۲۴ در آرتاشات زاده شد . وی همچنین برندهٔ جوایزی همچون هنرمند شایسته ارمنستان شوروی و نشان جنگ میهنی (درجه دو) شده‌است. وی در ۳۰ اوت ۲۰۱۱ در سن ۸۶ سالگی در ایروان درگذشت.

## گزیده فیلمشناسی
از فیلم‌ها یا برنامه‌های تلویزیونی که وی در آن نقش داشته‌است می‌توان به باغ سیب، حیاط ما اشاره کرد.